# 앤드루 건
앤드루 건(영어: Andrew Gunn, 1969년 7월 15일 ~ )은 캐나다의 영화 프로듀서이다. 주로 월트 디즈니 픽처스의 작품을을 제작했으며, 대표적인 작품으로 《스카이 하이》(2005)와 《크루엘라》(2021)가 있다.

## 제작 작품 목록
- 에디(1996)
- 컨트리 베어스(2002)
- 프리키 프라이데이(2003)
- 헌티드 맨션(2003)
- 스카이 하이(2005)
- 컬리지 로드 트립(2008)
- 베드타임 스토리(2008)
- 윗치 마운틴(2009)
- 나쁜 산타 2(2016)
- 언힌지드(2020)
- 크루엘라(2021)